# 今井康雄
今井 康雄（いまい やすお、1955年 - ）は、日本の教育学者。日本女子大学人間社会学部教授、東京大学名誉教授。専門は教育哲学。

## 来歴
＜出典：＞
1955年岐阜県生まれ。1973年岐阜県立斐太高等学校卒業。1977年広島大学教育学部教育学科卒業。1982年広島大学大学院教育学研究科教育学専攻博士課程単位取得退学。1994年「ヴァルター・ベンヤミンの教育思想 -メディア概念と教育との関係を中心として」で博士（教育学）の学位を取得。ドイツ・ゲッティンゲン大学にてクラウス・モレンハウアーに師事。さらに、ハノーファー大学、ベルリン自由大学にも留学経験あり（客員研究員）。
1984年広島大学教育学部専任講師、1987年東京学芸大学教育学部専任講師、1990年同助教授、1997年東京都立大学人文学部助教授、2000年東京大学大学院教育学研究科助教授、2007年同教授。2010年東京大学教育学部附属中等教育学校校長、2013年日本女子大学人間社会学部教授。日本教育学会事務局長。2016年東京大学名誉教授。

## 著書
- 『ヴァルター・ベンヤミンの教育思想 メディアのなかの教育』世織書房、1998
- 『メディアの教育学―「教育」の再定義のために』東京大学出版会、2004

## 共編著
- 『教育と政治 戦後教育史を読みなおす』森田尚人,森田伸子共編著　勁草書房　2003
- 『子どもたちの想像力を育む アート教育の思想と実践』佐藤学共編　東京大学出版会　2003
- 『教育思想史』編　2009　有斐閣アルマ
- 『キーワード現代の教育学』田中智志共編　東京大学出版会　2009
- 『変貌する教育学』矢野智司,秋田喜代美,佐藤学,広田照幸共編　世織書房 2009

## 翻訳
- クラウス・モレンハウアー『忘れられた連関―「教える‐学ぶ」とは何か』みすず書房、1987
- モレンハウアー『子どもは美をどう経験するか―美的人間形成の根本問題』真壁宏幹,野平慎二共訳　玉川大学出版部、2001